# Narodil se Kristus Pán
Narodil se Kristus Pán es un himno litúrgico y Villancico navideño checo. El texto y la música se inspiraron considerablemente en el himno latino En Virgo parit filium. La versión de ambos se deriva del documento bilingüe latino-checo más antiguo, un gradual del siglo XV, conservado en el Museo Checo deLa Plata en Kutná Hora.
Ello es uno de los villancicos más conocidos de la nación checa.

## Historia
La datación de la obra no es unívocamente aceptada por los estudiosos. Mientras que algunos estudiosos aceptan la tesis de que el himno es una composición husita que se remonta a las primeras décadas del siglo XV, otros creen que es más antiguo y datable al menos dos siglos antes. Ello Es uno de los villancicos más conocidos en checo, que durante los períodos de Adviento se realiza regularmente al final de la Santa Misa en las iglesias católicas, así como en el servicio litúrgico de otras denominaciones cristianas.
Durante los siglos siguientes, los compositores hicieron varias variaciones a la melodía. La mayoría de las ediciones modernas han reemplazado el triple metro en el incipit de la versión original con un tritono.
La versión alemana es titulada Freu dich, Erd und Sternenzelt.

## Texto latino
En virgo partit filium
En virgo parit filium,
iubilemus,
rosa gignit lilium,
exultemus.
Natum sine patre
filium cum matre
collaudemus.

## Texto checo
Narodil se Kristus Pán, veselme se,
z růže kvítek vykvet' nám, radujme se!
Z života čistého, z rodu
královského , již nám narodil se.
Jenž prorokován jest, veselme se,
ten na svět poslán jest, radujme se!
Z života čistého, z rodu
královského , již nám narodil se.
Člověčenství naše, veselme se,
ráčil vzíti na se, radujme se!
Z života čistého, z rodu
královského , již nám narodil se.
Goliáš oloupen, veselme se,
člověk jest vykoupen, radujme se!
Z života čistého, z rodu
královského , již nám narodil se.
Ó milosti Božská, budiž s námi;
dejž, ať zlost ďábelská nás nemámí.
Pro Syna milého, nám narozeného,
smiluj se nad námi!
Dejž dobré skončení, ó Ježíši,
věčné utěšení věrných duší!
Přijď nám k spomožení, zbav nás zatracení
pro své narození.
Normalmente se cantan las dos últimas estrofas.

## Himno alemán

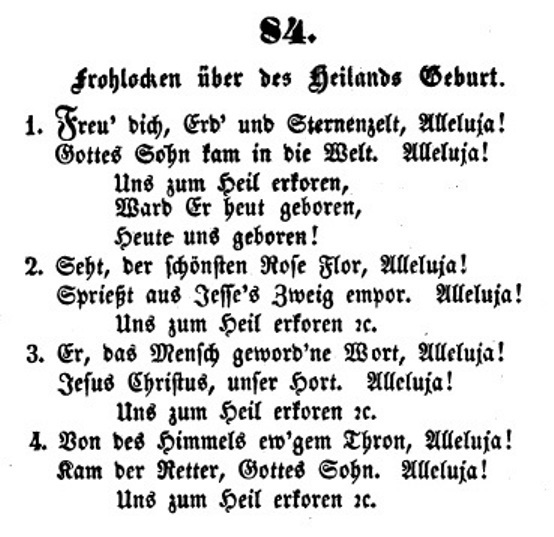
Texto alemán (Leitmeritz, 1844).

Reu dich, Erd und Sternenzelt
| Latín | Checo |
| --- | --- |
| En virgo parit filium, iubilemus, rosa gignit lilium, exultemus. Natum sine patre filium cum matre collaudemus.                                                               | Narodil se Kristus Pán, veselme se, z růže kvítek vykvet nám, radujme se, z života čistého, z rodu královského, nám, nám, narodil se.                                    |
| Seht, die Jungfrau gebiert einen Sohn, lasst uns jubeln! Die Rose bringt eine Lilie hervor, lasst uns jauchzen! Den ohne Vater geborenen Sohn mit der Mutter lasst uns loben! | Geboren ist Christus, der Herr, freuen wir uns! Aus einer Rose erblüht uns eine Blüte, jubeln wir! Aus reinem Leib, aus königlichem Geschlecht, uns, uns ist er geboren. |

La versión alemana fue escrita en el siglo XV, probablemente como una traducción del himno checo. El Estribillo en cuatro estrofas apareció por primera vez en 1844 dentro de la colección musical titulada Erd und Sternenzelt erschien zuerst 1844 in Katholische Gesänge für die öffentliche und häusliche Andacht, zunächst zum Gebrauche der Gläubigen der bischöflichen Leitmeritzer Diöcese (Cantos católicos para la devoción pública y doméstica, inicialmente para el uso de los fieles de la diócesis episcopal de Leitmeritz).
Durante las siguientes décadas experimentó una creciente difusión en las diócesis católica y luterana de Alemania, hasta que en 1975 se publicó como apéndice de la colección de oraciónes e himnos litúrgicos Gotteslob. En 1950, Johannes Pröger (1917–1992), un párroco luterano de la región eclesiástica del Palatinado, sustituyó las dos últimas estrofas de la versión original de la diócesis de leimeritz por un texto que informaba del mensaje de los ángeles a los pastores de Belén.
Luego, el himno fue insertado en los Arbeitsgemeinschaft für ökumenisches Liedgut (Grupo de trabajo de cantos ecuménicos) y en muchas variantes diocesanas del Gotteslob publicado en 2013.
El texto y la melodía se cambiaron innumerables veces. La diferencia más obvia es la solemnidad de la versión checa en comparación con la notación musical de octava de la versión alemana.